# Syncerus caffer
El búfalo cafre (Syncerus caffer) es una especie de mamífero artiodáctilo de la familia Bovidae que habita en los bosques y sabanas del África subsahariana, especialmente al este del continente. A veces también se lo llama búfalo africano o búfalo de El Cabo, ya que fue en esa región de Sudáfrica donde se descubrieron los primeros ejemplares.
El búfalo africano está más emparentado con otras especies de búfalo que con otros bóvidos como el bisonte americano o el ganado vacuno doméstico, siendo su pariente vivo más cercano el búfalo de agua asiático. Su temperamento impredecible puede ser parte de la razón por la que el búfalo africano nunca ha sido domesticado, lo que también explicaría por qué el búfalo africano no tiene descendientes domesticados, a diferencia del yak salvaje que es un antepasado del yak doméstico. Los depredadores naturales del búfalo africano adulto son el león, la hiena manchada y el cocodrilo del Nilo. Como uno de los Cinco Grandes animales de caza, el búfalo del Cabo es un trofeo muy codiciado en la caza.

## Características

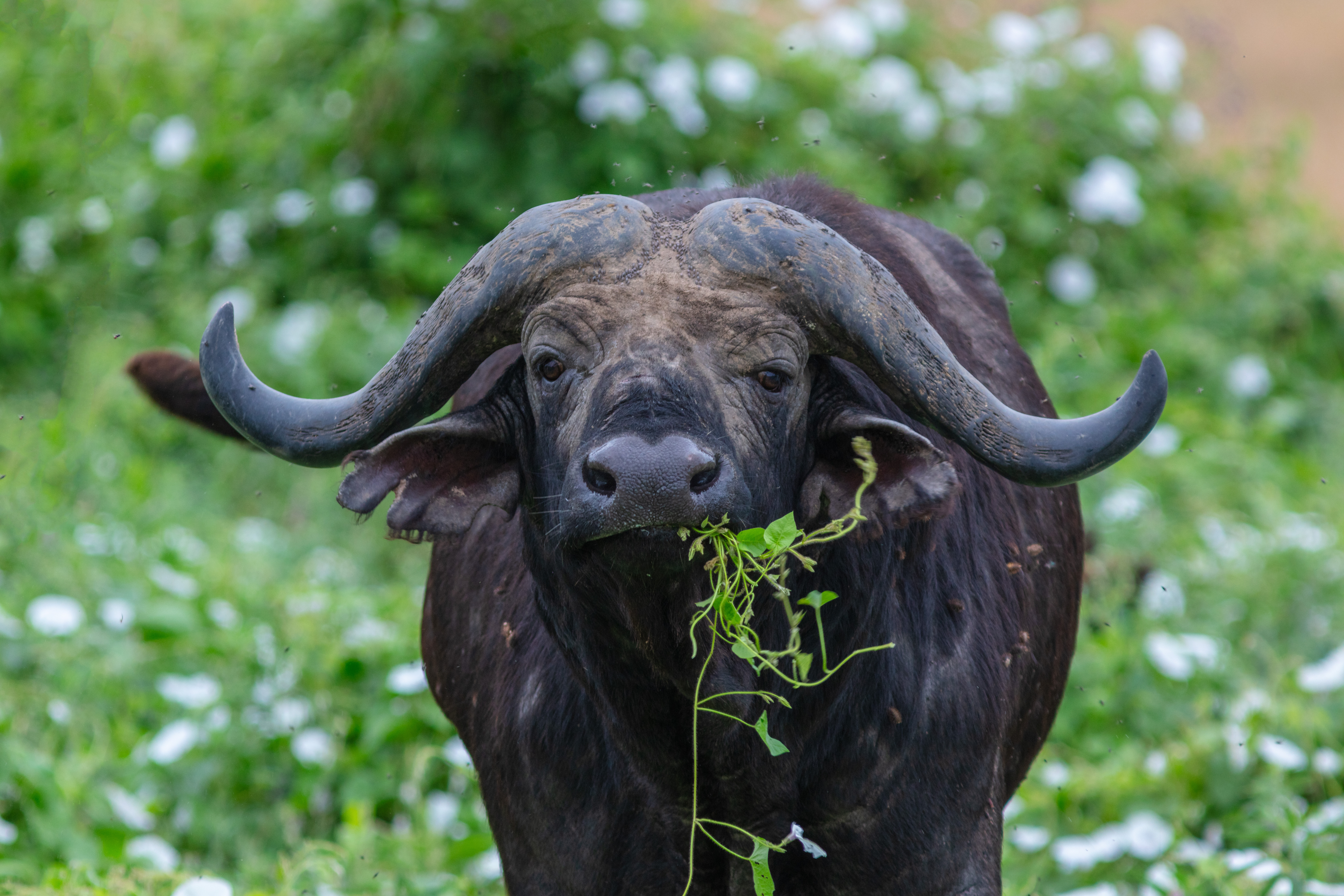
Búfalos cafre en el Tarangire.

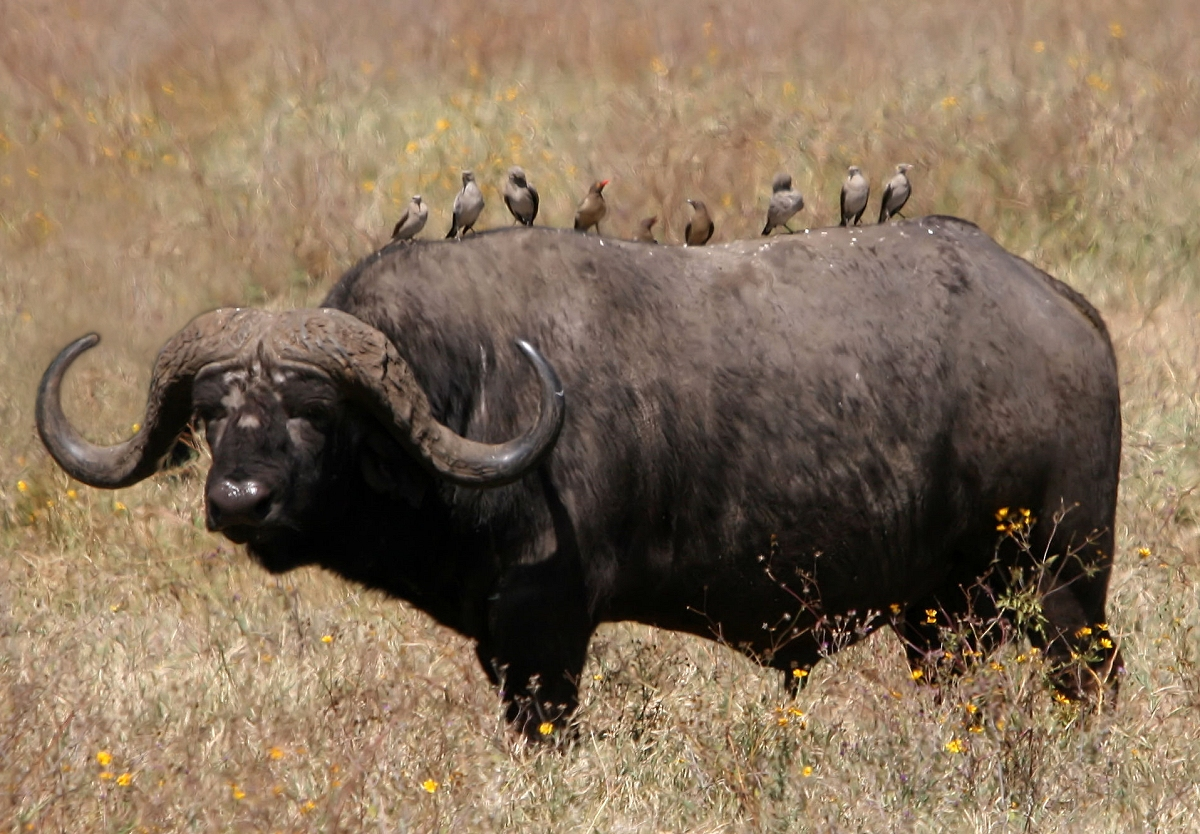
Búfalo cafre en la Zona de conservación de Ngorongoro, Tanzania.

En altura es algo menor que el lejanamente emparentado búfalo indio (Bubalus bubalis o B. arnee), aunque sigue siendo más grande, pues el búfalo cafre tiene una altura en la cruz de entre 1 y 1,7 metros, y de 2,1 a 3,4 m de longitud. Generalmente tiene  un peso de 500 kilos, en casos excepcionales alcanzan los 1000 kilos. Los cuernos son gruesos y muy desarrollados, curvándose hacia arriba y hacia dentro en los extremos; la distancia máxima entre estos alcanza en los machos un metro. El pelaje es marrón oscuro o negro y de escasa longitud, solo largo en el extremo de la cola y los bordes de las orejas.
Al igual que la mayor parte de los bovinos, esta especie también presenta dimorfismo sexual, siendo las hembras de color más claro, y tamaño y cuernos más pequeños. Maduran antes los machos, hacia los cinco años, mientras que las hembras lo hacen con ocho. Los búfalos africanos son animales gregarios, que se agrupan en manadas de tamaño variable: desde cuatro o cinco individuos en las zonas boscosas de África central, a miles en las sabanas del este del continente. Los machos ocupan los márgenes del grupo, mientras que las hembras y las crías (normalmente una por parto tras una gestación de 300 a 330 días) se concentran en el interior, donde corren menos peligro. Una característica peculiar suya es que no solo cierran filas para que los depredadores no les ataquen, sino que las rompen para atacarles, defendiéndose los unos a los otros, aunque a veces cedan ante la prudencia. Las manadas cuentan con un grupo de viejos machos que guían al grupo y lo alertan de los depredadores. Debido a su tamaño y trabajo en equipo tienen pocos depredadores. Los principales depredadores del búfalo son los leones. Las hienas cazan a los miembros más débiles, enfermos, jóvenes o viejos de la manada. En caso de ataque de un depredador a la manada, los búfalos machos físicamente capacitados responden atacando a su vez, para luego volver a reagruparse y finalmente huir. Puede alcanzar velocidades de hasta 57 km/h.

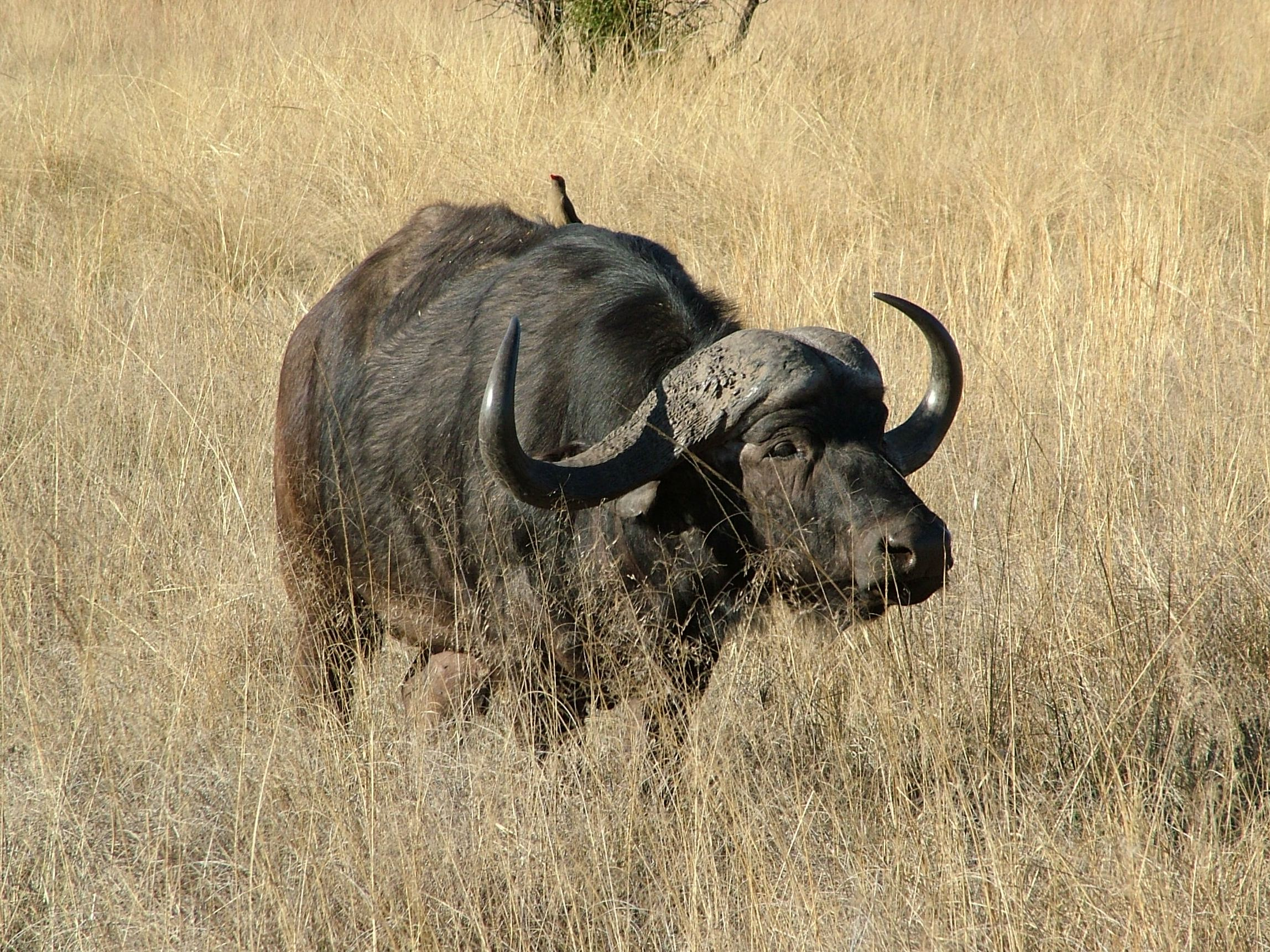
Búfalo cafre en el Serengeti.

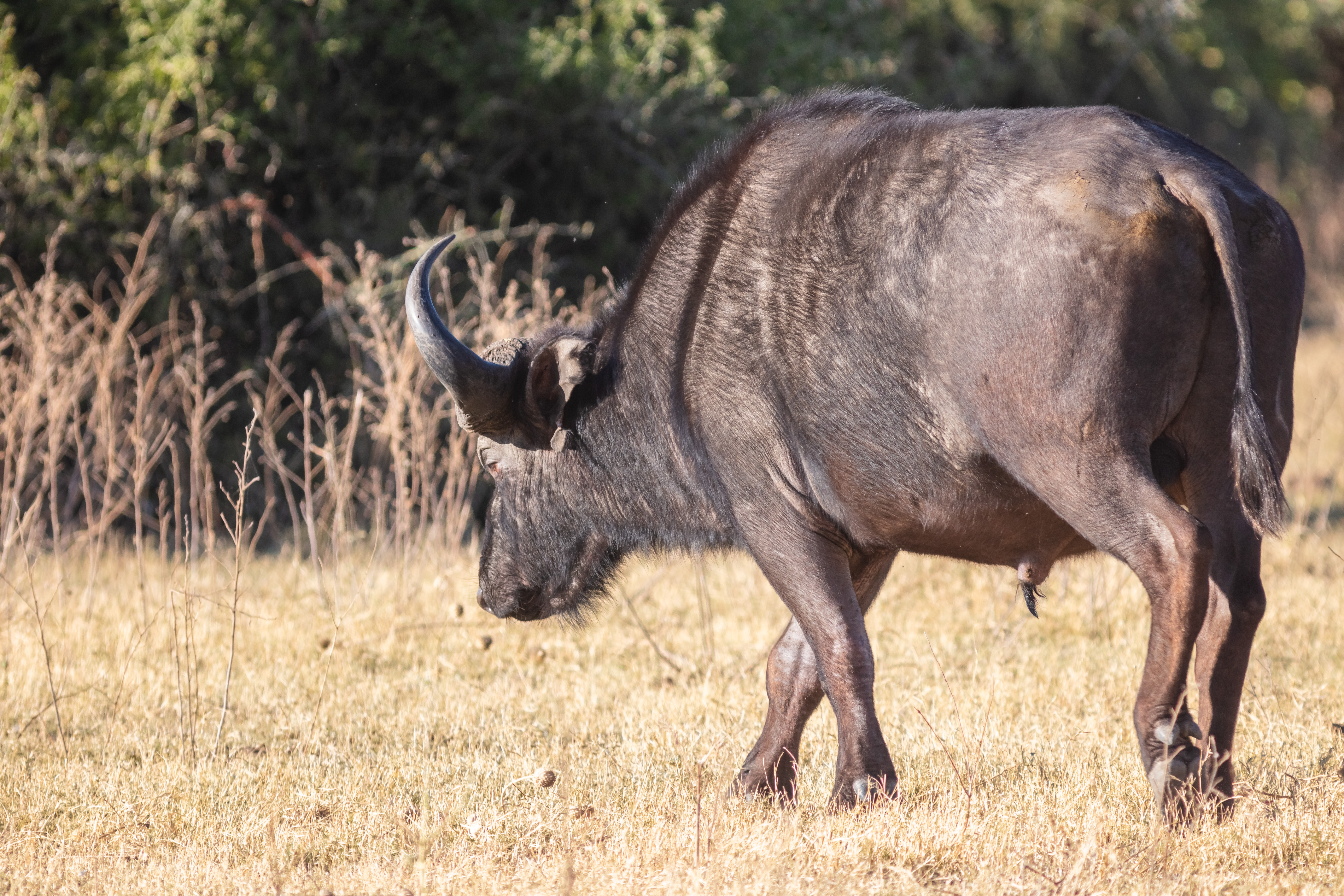
Parte posterior de un ejemplar en Botsuana.

## Subespecies
Se reconocen cinco subespecies de búfalo cafre:
- Syncerus caffer caffer - búfalo cafre o negro.
- Syncerus caffer nanus - búfalo enano de bosque, búfalo del Congo o búfalo rojo.
- Syncerus caffer aequinoctialis - búfalo de sabana central o búfalo del Nilo.
- Syncerus caffer brachyceros - búfalo de Sudán o búfalo de sabana occidental.
- Syncerus caffer mathewsi - búfalo de montaña o búfalo de Virunga.

## Reproducción
Las hembras alcanzan la madurez sexual en torno a los cinco años de edad, mientras que los machos lo hacen entre los cuatro y los seis. Los búfalos africanos se aparean y paren sólo durante las estaciones lluviosas. El pico de partos tiene lugar al principio de la estación, mientras que el de apareamiento se produce más tarde. Un toro vigila de cerca a una vaca que entra en celo, mientras mantiene a raya a otros toros. Esto es difícil, ya que las vacas son bastante esquivas y atraen a muchos machos a la escena. Para cuando una vaca está en pleno celo, sólo el toro más dominante de la manada/submanada está allí.
Las vacas paren por primera vez a los cinco años, tras un periodo de gestación de 11,5 meses (330 y 346 días). Una sola cría suele nacer en cualquier época del año, pero especialmente durante el verano. El peso al nacer del ternero es de 36 kg. Se desteta en cualquier momento entre los cinco y los 15 meses, y el período también depende de si nace el próximo ternero. Se mueven cerca de la vaca por un período de dos años. Las vacas suelen parir cada dos años, o dos veces en tres años. Los terneros recién nacidos permanecen ocultos en la vegetación durante las primeras semanas mientras son amamantados ocasionalmente por la madre antes de unirse al rebaño principal. Las crías mayores se mantienen en el centro de la manada por seguridad. El vínculo maternal entre madre y cría dura más que en la mayoría de los bóvidos. Ese vínculo termina cuando nace una nueva cría, y la madre mantiene a raya a su progenie anterior con pinchazos de cuerno. No obstante, la cría sigue a su madre durante aproximadamente un año más. Los machos abandonan a sus madres a los dos años y se unen a los grupos de solteros. Las crías, algo inusual en los bóvidos, maman detrás de sus madres, metiendo la cabeza entre las piernas.
Los toros maduran a los 8 años y las vacas paren por primera vez a los 5 años. En la naturaleza, los búfalos africanos tienen una esperanza de vida promedio de 11 años, pero se ha registrado que alcanzan los 22 años de edad. En cautiverio pueden vivir un máximo de 29,5 años aunque sólo viven 16 años de media.

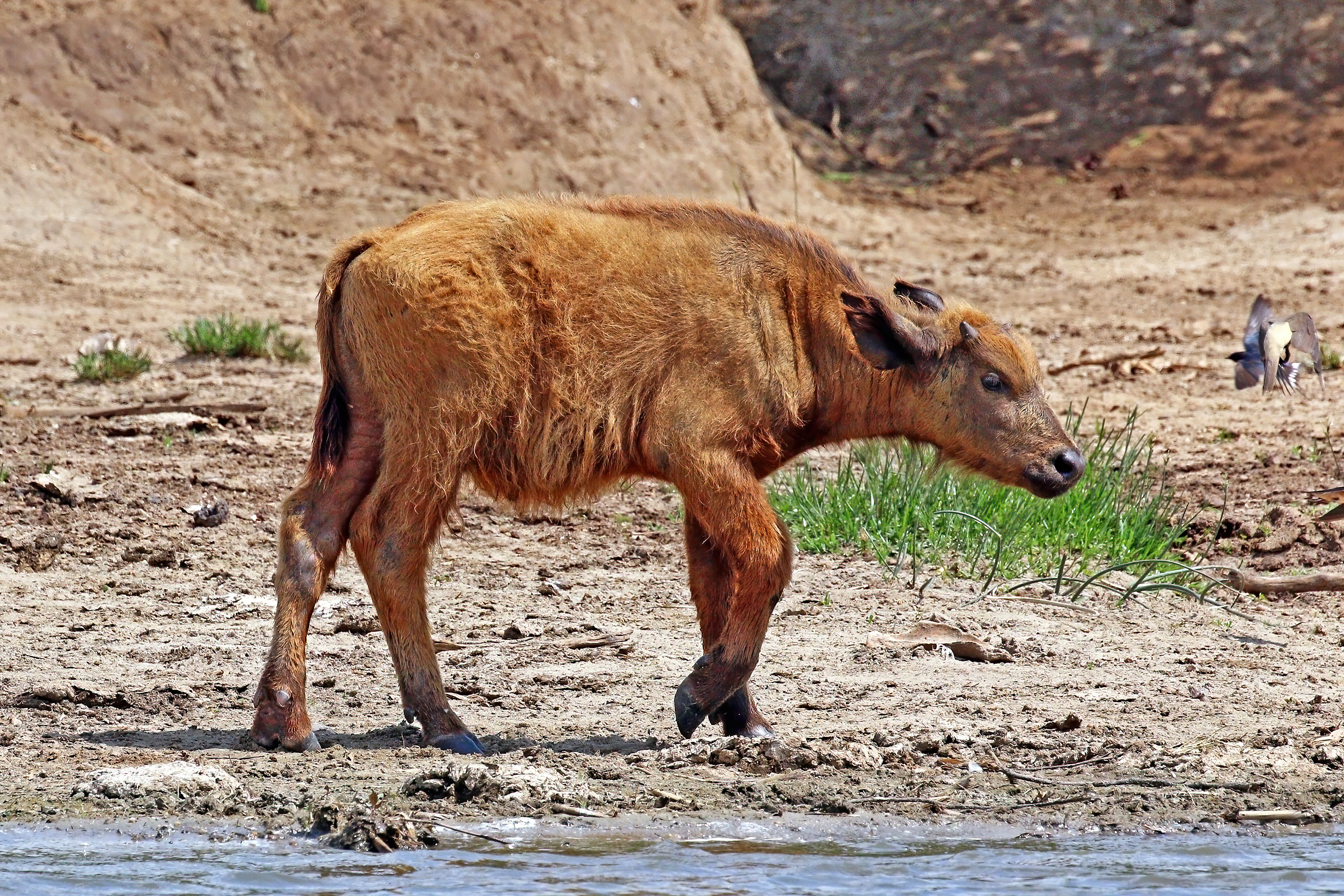
Ternero de dos semanas de edad en el canal Kazinga, Uganda.
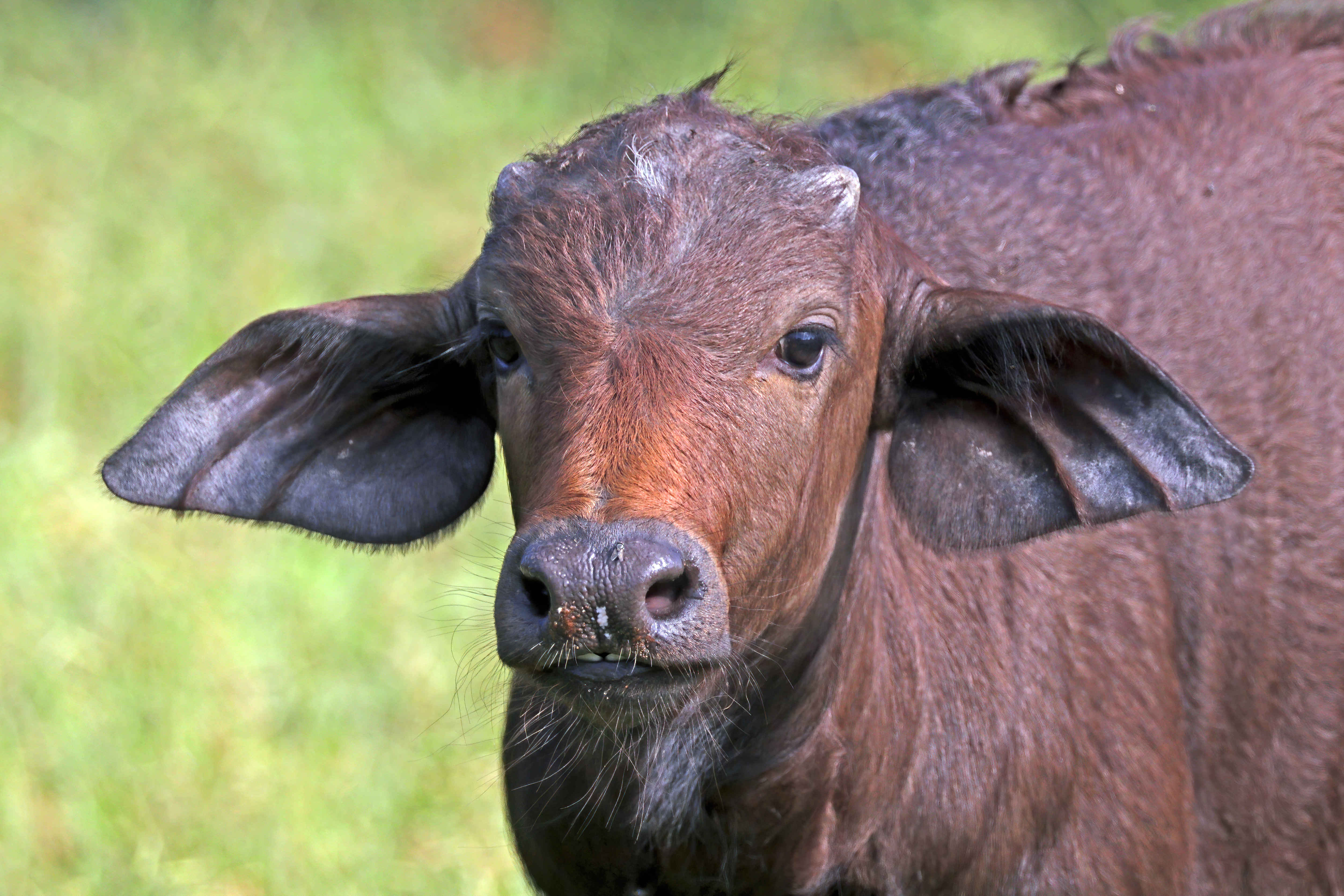
Ternero en el parque nacional de Chobe en Botsuana.
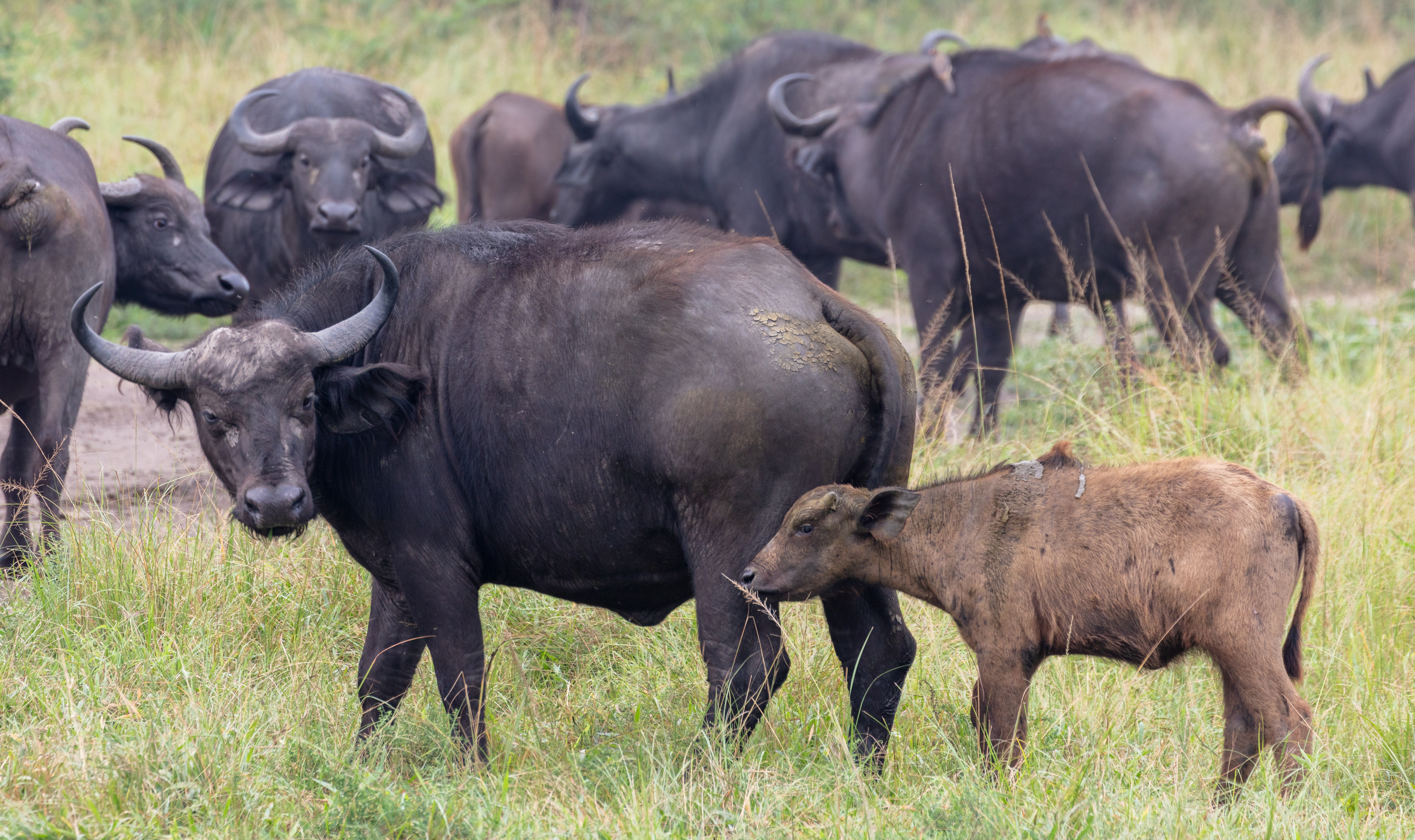
Hembra con ternero rojo en el parque nacional del Lago Mburo, Uganda.

## Comportamiento

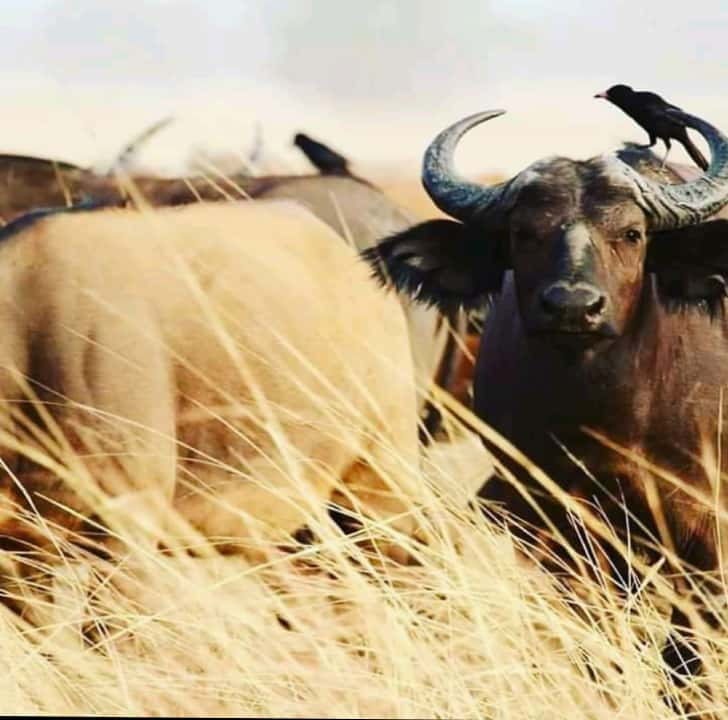
Un grupo de búfalos de Sudán (S. c. brachyceros) en el Parque Nacional de Pendjari, Benín.

Los búfalos viven en manadas (una gran manada puede constar de miles de individuos) y las manadas más pequeñas pueden separarse de la manada principal, solo para volver a unirse más tarde. Algunas manadas se componen únicamente de toros solteros, y también se encuentran bastantes toros solitarios. En un rebaño mixto, los toros maduros tienen una jerarquía de dominancia que da acceso a los toros más dominantes a las vacas que están en celo. Las vacas tienen su propio 'orden jerárquico'. Los animales dominantes suelen encontrarse al frente y en el centro de la manada: hay mejor pastoreo y mejor protección contra los depredadores. Un animal muestra su dominio levantando la cabeza, con el hocico extendido hacia adelante y colocándose de lado del oponente o enemigo. Los cuernos también se agitan.
Las manadas de búfalos tienen áreas de distribución claramente definidas. En su mayoría pastan por la noche (alrededor de 8 horas al día) y van a beber agua temprano en la mañana y al anochecer por la tarde. Les gusta revolcarse en los lodazales: esto alivia el estrés por calor y también tiene una importante función social. Buscan la sombra durante las horas más calurosas del día.
El búfalo es un animal muy poderoso que merece el respeto incluso de los leones. Aparte de los humanos, tienen pocos enemigos naturales e incluso son capaces de matar a un león. El otro depredador que a veces caza búfalos es la hiena manchada. El leopardo es una amenaza para los terneros recién nacidos. Como parte de los llamados "Big Five", el búfalo es conocido como un oponente formidable e impredecible. Pueden correr hasta 57 km por hora. Un búfalo herido es extremadamente peligroso y varios cazadores han muerto en ataques de búfalos.

## Hábitat
Los búfalos se encuentran en terrenos abiertos y matorrales, cerca de lodazales; es decir, suficiente agua, pasto (que debe tener entre 5 y 80 cm de largo) y cobijo. Prefieren sabanas boscosas abiertas y usarán pastizales si también hay refugio. No ocurren naturalmente en áreas que reciben menos de 250 mm de lluvia por año.

## Relación con el ser humano

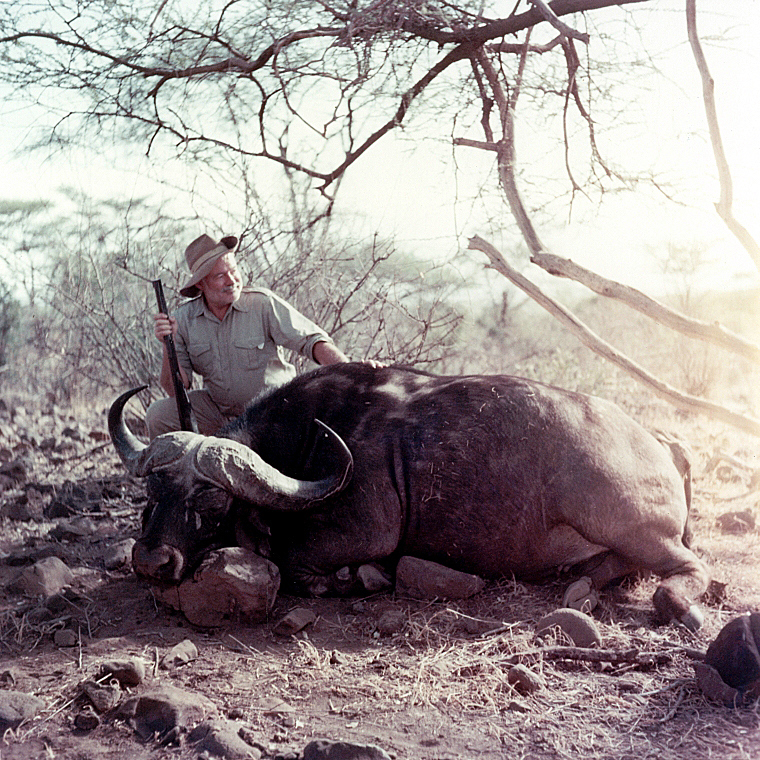
Ernest Hemingway posa con un búfalo del Cabo al que disparó en 1953.

### Situación
La situación actual del búfalo africano depende del valor del animal tanto para los cazadores de trofeos como para los turistas, lo que ha allanado el camino para los esfuerzos de conservación mediante patrullas contra la caza furtiva, pagos por daños a las cosechas de las aldeas y programas de devolución a las zonas locales del CAMPFIRE.
El búfalo africano está clasificado como Casi amenazado por la UICN, con una población decreciente de 400.000 individuos. Aunque algunas poblaciones (subespecies) están disminuyendo, otras permanecerán inalteradas a largo plazo si siguen persistiendo poblaciones grandes y sanas en un número considerable de parques nacionales, reservas equivalentes y zonas de caza en África meridional y oriental."
En los datos censales más recientes y disponibles a escala continental, el número total estimado de las tres subespecies de búfalo africano tipo sabana (S. c. caffer, S. c. brachyceros y S. c. aequinoctialis) se sitúa en 513.000 individuos.
En el pasado, el número de búfalos africanos sufrió su colapso más grave durante la gran epidemia de peste bovina de la década de 1890, que, unida a la pleuroneumonía, causó mortalidades de hasta el 95% entre el ganado y los ungulados salvajes.
Al pertenecer al grupo de los cinco grandes, término utilizado originalmente para describir a los cinco animales más peligrosos de cazar, el búfalo del Cabo es un trofeo muy codiciado, y algunos cazadores pagan más de 10.000 dólares por la oportunidad de cazar uno. Los toros más grandes se cazan por su valor como trofeo, aunque en algunas zonas se siguen cazando búfalos por su carne.

### Ataques
Es uno de los "cinco grandes" animales de caza africanos, se le conoce como "la peste negra" o "el hacedor de viudas", y se le considera un animal muy peligroso. A veces se dice que los búfalos africanos matan a más personas en África que cualquier otro animal, aunque también se afirma lo mismo de los hipopótamos y los cocodrilos. Estas cifras pueden estar algo sobreestimadas; por ejemplo, en el país de Mozambique, los ataques, especialmente mortales, eran mucho menos frecuentes a humanos que los de hipopótamos y, sobre todo, cocodrilos del Nilo.
En Uganda, por otra parte, se descubrió que los grandes herbívoros atacan a más personas por término medio que los leones o los leopardos y tienen un mayor índice de causar víctimas mortales durante los ataques que los depredadores (el búfalo africano, en concreto, mata a seres humanos en el 49,5% de los ataques que sufre), pero los hipopótamos e incluso los elefantes pueden seguir matando a más personas al año que los búfalos. Los búfalos africanos tienen fama entre los cazadores de caza mayor de ser animales muy peligrosos, y se dice que los animales heridos tienden emboscadas y atacan a sus perseguidores.